# Peter Dinzelbacher
Peter Dinzelbacher (* 14. Juli 1948 in Linz) ist ein österreichischer Historiker für die Erforschung des europäischen Mittelalters (Mediävist). Er lehrt in Salzburg und Wien.

## Leben und wissenschaftliche Arbeit
Nach der Matura studierte er Geschichte, Kunstgeschichte, Philosophie, Volkskunde und Klassische Philologie an den Universitäten Graz und Wien. 1973 wurde er an der Universität Wien mit der Arbeit Die Jenseitsbrücke im Mittelalter promoviert, 1978 habilitierte er sich im Fach Alte und Mittelalterliche Geschichte an der Universität Stuttgart. Seine Habilitationsschrift befasste sich mit Visionen und Visionsliteratur im Mittelalter und wurde 1981 publiziert. 1985 wurde er dort zum außerplanmäßigen Professor ernannt. Es folgten Lehrtätigkeiten in Deutschland, Frankreich, Österreich, Italien, den USA und Dänemark, an der École des hautes études en sciences sociales in Paris, den Universitäten Wien, Augsburg, Hannover, Bergamo, Florenz, Trient, Triest, Salzburg, Innsbruck, Klagenfurt und Esbjerg sowie 1999/2000 die Mitgliedschaft an der School of Historical Studies am Institute for Advanced Study in Princeton. Von 1988 bis 2011 war Dinzelbacher Herausgeber der Zeitschrift Mediaevistik, die er auch begründet hatte. Seit 1998 ist er Honorarprofessor für Sozial- und Mentalitätsgeschichte an der Universität Wien.
Peter Dinzelbachers Forschungsschwerpunkte sind Mentalität und Mentalitätsgeschichte, Mystik und Religiosität, Visionsliteratur, Frauengeschichte, Geschichte der Sexualität sowie Kultur- und Sozialgeschichte des Mittelalters. Neben seinen in zehn Sprachen übersetzten Monografien hat er mehr als 400 Aufsätze und Artikel verfasst und mehrere Sammelwerke herausgegeben.

## Schriften (Auswahl)
Monografien
- Die Jenseitsbrücke im Mittelalter (= Dissertationen der Universität Wien. Band 104). Verband der wissenschaftlichen Gesellschaften Österreichs, Wien 1973.
- Judastraditionen (= Raabser Märchenreihe. Band 2). Österreichisches Museum für Volkskunde, Wien 1977.
- Vision und Visionsliteratur im Mittelalter (= Monographien zur Geschichte des Mittelalters. Band 23). Hiersemann, Stuttgart 1981, ISBN 3-7772-8106-9;[1] 2., überarbeitete und wesentlich erweiterte Auflage (= Monographien zur Geschichte des Mittelalters. Band 64). Ebenda 2017, ISBN 978-3-7772-1719-2.
- An der Schwelle zum Jenseits. Sterbevisionen im interkulturellen Vergleich. Herder, Freiburg 1989, ISBN 3-451-08584-4.
- Christliche Mystik im Abendland. Ihre Geschichte von den Anfängen bis zum Ausgang des Mittelalters. Schöningh, Paderborn 1994, ISBN 3-506-72016-3 (Digitalisat).
- Heilige oder Hexen? Schicksale auffälliger Frauen in Mittelalter und Frühneuzeit. Artemis und Winkler, München/Zürich/London 1995, ISBN 3-7608-1103-5; 2. Auflage, Rowohlt, Hamburg 1997, ISBN 3-499-60196-6; 3. Auflage, Rowohlt, Reinbek 2001, ISBN 3-491-96033-9; Neuauflage, Patmos, Düsseldorf 2004, ISBN 3-491-69120-6.
- Angst im Mittelalter. Teufels-, Todes- und Gotteserfahrung. Mentalitätsgeschichte und Ikonographie. Schöningh, Paderborn 1996, ISBN 3-506-72026-0 (Digitalisat).
- Bernhard von Clairvaux. Leben und Werk des berühmtesten Zisterziensers. Primus, Darmstadt 1998, ISBN 3-89678-027-1; 2., durchgesehene Auflage, Primus, Darmstadt 2012, ISBN 978-3-86312-310-9.
- Die letzten Dinge. Himmel, Hölle, Fegefeuer im Mittelalter. Herder, Freiburg 1999, ISBN 3-451-04715-2. Tschechische Ausgabe: Poslední věci člověka. Nebe, peklo, očistec ve středověku. Vyšehrad, Prag 2004, ISBN 80-7021-693-X.
- Handbuch der Religionsgeschichte im deutschsprachigen Raum. Band 2: Hoch- und Spätmittelalter. Ferdinand Schöningh, Paderborn 2000, ISBN 3-506-72021-X.
- Die Templer. Ein geheimnisumwitterter Orden? Herder, Freiburg 2002, ISBN 3-451-04805-1.
- Himmel, Hölle, Heilige. Visionen und Kunst im Mittelalter. Primus, Darmstadt 2002, ISBN 3-89678-421-8.
- Europa im Hochmittelalter 1050–1250. Eine Kultur- und Mentalitätsgeschichte. Primus, Darmstadt 2003, ISBN 3-89678-474-9.
- Das fremde Mittelalter. Gottesurteil und Tierprozess. Magnus, Essen 2006, ISBN 978-3-88400-504-0; 2., wesentlich erweiterte Auflage, wbg Academic, Darmstadt 2020, ISBN 978-3-534-40393-6.
- mit Werner Heinz: Europa in der Spätantike 300–600. Eine Kultur- und Mentalitätsgeschichte. Primus, Darmstadt 2007, ISBN 978-3-89678-624-1.
- mit Ralph Frenken: Der steinerne Blick. Symbolköpfe der Romanik. Deutscher Wissenschafts-Verlag, Baden-Baden 2008, ISBN 978-3-86888-003-8.
- Warum weint der König? Eine Kritik des mediävistischen Panritualismus. Wissenschaftlicher Verlag Bachmann, Badenweiler 2009, ISBN 978-3-940523-06-8.
- Unglaube im „Zeitalter des Glaubens“. Atheismus und Skeptizismus im Mittelalter. Wissenschaftlicher Verlag Bachmann, Badenweiler 2009, ISBN 978-3-940523-01-3.
- Lebenswelten des Mittelalters 1000–1500 (= Bachmanns Basiswissen. Band 1). Wissenschaftlicher Verlag Bachmann, Badenweiler 2010, ISBN 978-3-940523-07-5.
- Die Templer: Wissen, was stimmt. Herder, Freiburg 2010, ISBN 978-3-451-06138-7. Serbische Ausgabe: Templari. Šta su tačno? Laguna, Belgrad 2012, ISBN 978-86-521-0962-3.
- Deutsche und niederländische Mystik des Mittelalters. Ein Studienbuch. De Gruyter, Berlin/Boston 2012, ISBN 978-3-11-022137-4.
- Weltuntergangsphantasien und ihre Funktion in der europäischen Geschichte. Entwicklung, Funktionen, Deutungen. Alibri, Aschaffenburg 2014, ISBN 978-3-86569-175-0.
- Köpfe und Masken. Symbolische Bauplastik an mittelalterlichen Kirchen. Pustet, Salzburg 2014, ISBN 978-3-7025-0741-1.
- Structures and Origins of the Twelfth-Century ‚Renaissance‘ (= Monographien zur Geschichte des Mittelalters. Band 63). Hiersemann, Stuttgart 2017, ISBN 978-3-7772-1704-8.
- Vision und Magie. Religiöses Erleben im Mittelalter. Schöningh, Paderborn 2019, ISBN 978-3-506-78732-3.

Aufsatzsammlungen
- Mittelalterliche Frauenmystik. Ferdinand Schöningh, Paderborn 1993, ISBN 3-506-72015-5 (Digitalisat).
- Mentalität und Religiosität des Mittelalters (= Gesammelte Studien. Band 1). Kitab, Klagenfurt 2003, ISBN 3-902005-20-3.
- Körper und Frömmigkeit in der mittelalterlichen Mentalitätsgeschichte. Ferdinand Schöningh, Paderborn 2007, ISBN 978-3-506-75613-8.
- Von der Welt durch die Hölle zum Paradies – das mittelalterliche Jenseits. Ferdinand Schöningh, Paderborn 2007, ISBN 978-3-506-75645-9.

Übersetzungen aus dem Lateinischen
- Mittelalterliche Visionsliteratur. Eine Anthologie. Ausgewählt, übersetzt, eingeleitet und kommentiert von Peter Dinzelbacher. Wissenschaftliche Buchgesellschaft, Darmstadt 1989, ISBN 3-534-01229-1.
- mit Renate Vogeler: Leben und Offenbarungen der Wiener Begine Agnes Blannbekin († 1315) (= Göppinger Arbeiten zur Germanistik. Band 419). Kümmerle, Göppingen 1994, ISBN 3-87452-643-7.
- Elisabeth von Schönau: Werke. Eingeleitet, kommentiert und übersetzt von Peter Dinzelbacher. Schöningh, Paderborn 2006, ISBN 978-3-506-72937-8.
- Briefe des Ostgotenkönigs Theoderich der Große und seiner Nachfolger. Aus den „Variae“ des Cassiodor. Herausgegeben von Ludwig Janus. Eingeleitet, übersetzt und kommentiert von Peter Dinzelbacher. Mattes, Heidelberg 2010, ISBN 978-3-86809-033-8.
- Sklaven und Hörige im Mittelalter. Ausgewählte Quellen, übersetzt und kommentiert (= Schriftenreihe des Mittelalterlichen Kriminalmuseums Rothenburg ob der Tauber. Band 15). Wissenschaftliche Buchgesellschaft, Darmstadt 2022, ISBN 978-3-534-40728-6.

Herausgeberschaften
- mit Dieter Bauer: Frauenmystik im Mittelalter. Schwabenverlag, Ostfildern 1985, ISBN 3-7966-0593-1.
- mit Hans-Dieter Mück: Volkskultur des europäischen Spätmittelalters (= Böblinger Forum. Band 1). Kröner, Stuttgart 1987, ISBN 3-520-66201-9.
- mit Dieter Bauer: Religiöse Frauenbewegung und mystische Frömmigkeit im Mittelalter (= Archiv für Kulturgeschichte. Beiheft 28). Böhlau, Köln/Wien 1988, ISBN 3-412-03386-3.
- Wörterbuch der Mystik. Kröner, Stuttgart 1989, ISBN 3-520-45601-X; 2., ergänzte Auflage, ebenda 1998, ISBN 3-520-45602-8. Französische Ausgabe: Dictionnaire de la mystique. Brepols, Turnhout 1993, ISBN 2-503-50317-9. Spanische Ausgabe: Diccionario de la mística. Ed. Monte Carmelo, Burgos 2000, ISBN 84-7239-547-2.
- mit Dieter Bauer: Volksreligion im hohen und späten Mittelalter (= Quellen und Forschungen aus dem Gebiete der Geschichte. Neue Folge, Heft 13). Schöningh, Paderborn 1990, ISBN 3-506-73263-3.
- mit Dieter Bauer: Heiligenverehrung in Geschichte und Gegenwart. Schwabenverlag, Ostfildern 1990, ISBN 3-7966-0679-2.
- mit Harald Kleinschmidt, Joachim Kuolt: Das Mittelalter. Unsere „fremde“ Vergangenheit. Fay, Stuttgart 1990, ISBN 3-925184-90-2.
- Sachwörterbuch der Mediävistik. Kröner, Stuttgart 1992, ISBN 3-520-47701-7. Litauische Ausgabe: Viduramžių žodynas. Aidai, Vilnius 2004, ISBN 9955-656-03-4.
- Europäische Mentalitätsgeschichte. Hauptthemen in Einzeldarstellungen. Kröner, Stuttgart 1993, ISBN 3-520-46901-4; 2., durchgesehene und ergänzte Auflage, ebenda 2008, ISBN 978-3-520-46902-1. Litauische Ausgabe: Europos mentaliteto istorija. Pagrindiniu̜ temu̜ apybraižos. Aidai, Vilnius 1998, ISBN 9986-590-71-X. Serbische Ausgabe: Istorija Evropskog mentaliteta. Glavne teme u pojedinačnim prikazima. Službeni Glasnik/CID, Belgrad/Podgorica 2009, ISBN 978-86-519-0367-3.
- mit James Lester Hogg: Kulturgeschichte der christlichen Orden in Einzeldarstellungen. Kröner, Stuttgart 1997, ISBN 3-520-45001-1. Estnische Ausgabe: Kristlike ordude kultuurilugu. Johannes Esto Ühing, Tartu 2004, ISBN 9985-876-47-4.
- Mensch und Tier in der Geschichte Europas. Kröner, Stuttgart 2000, ISBN 3-520-34201-4.
- Handbuch der Religionsgeschichte im deutschsprachigen Raum. 6 Bände, Ferdinand Schöningh, Paderborn 2000–2016.
- Hildegard von Bingen: Über die Liebe. Ausgewählt und mit einem Nachwort von Peter Dinzelbacher. Deutscher Taschenbuch-Verlag, München 2005, ISBN 3-423-34245-5. CD-Version, C. H. Beck, München 2007, ISBN 978-3-406-55866-5.
- Mystik und Natur. Zur Geschichte ihres Verhältnisses vom Altertum bis zur Gegenwart (= Theophrastus-Paracelsus-Studien. Band 1). Walter de Gruyter, Berlin 2009, ISBN 978-3-11-020297-7.
- mit Gabriela Kompatscher, Albert Classen: Tiere als Freunde im Mittelalter. Eine Anthologie. Wissenschaftlicher Verlag Bachmann, Badenweiler 2010, ISBN 978-3-940523-08-2.
- mit Friedrich Harrer: Wandlungsprozesse der Mentalitätsgeschichte. Deutscher Wissenschafts-Verlag, Baden-Baden 2015, ISBN 978-3-86888-097-7.